# Ancizan
Ancizan ist eine französische Gemeinde mit 286 Einwohnern (Stand 1. Januar 2022) im Département Hautes-Pyrénées in der Region Okzitanien (vor 2016: Midi-Pyrénées). Die Gemeinde gehört zum Arrondissement Bagnères-de-Bigorre und zum Kanton Neste, Aure et Louron.
Die Einwohner werden Ancizanois und Ancizanoises genannt.

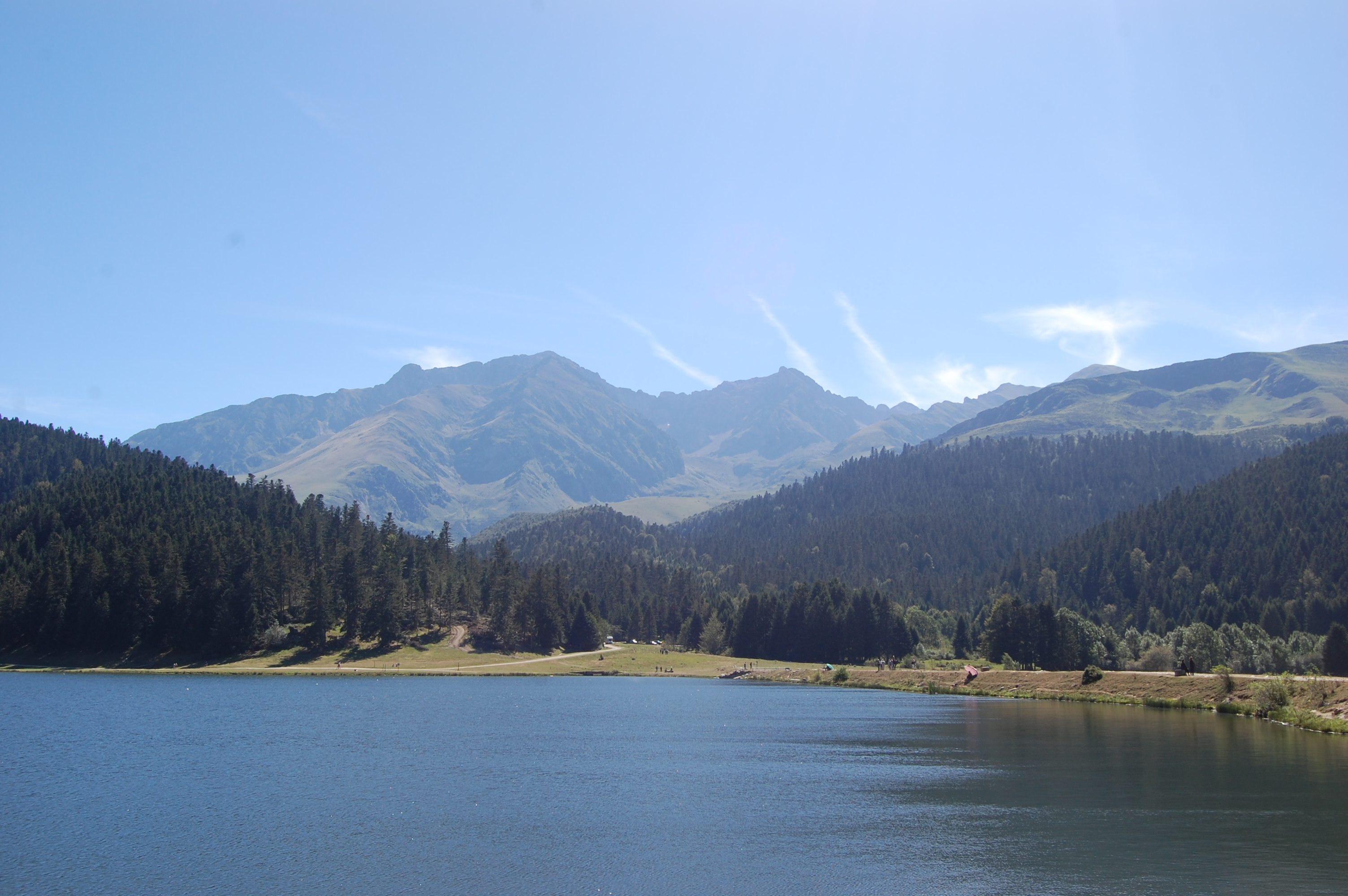
Arbizon und Pic de Monfaucon von Lac de Payolle gesehen

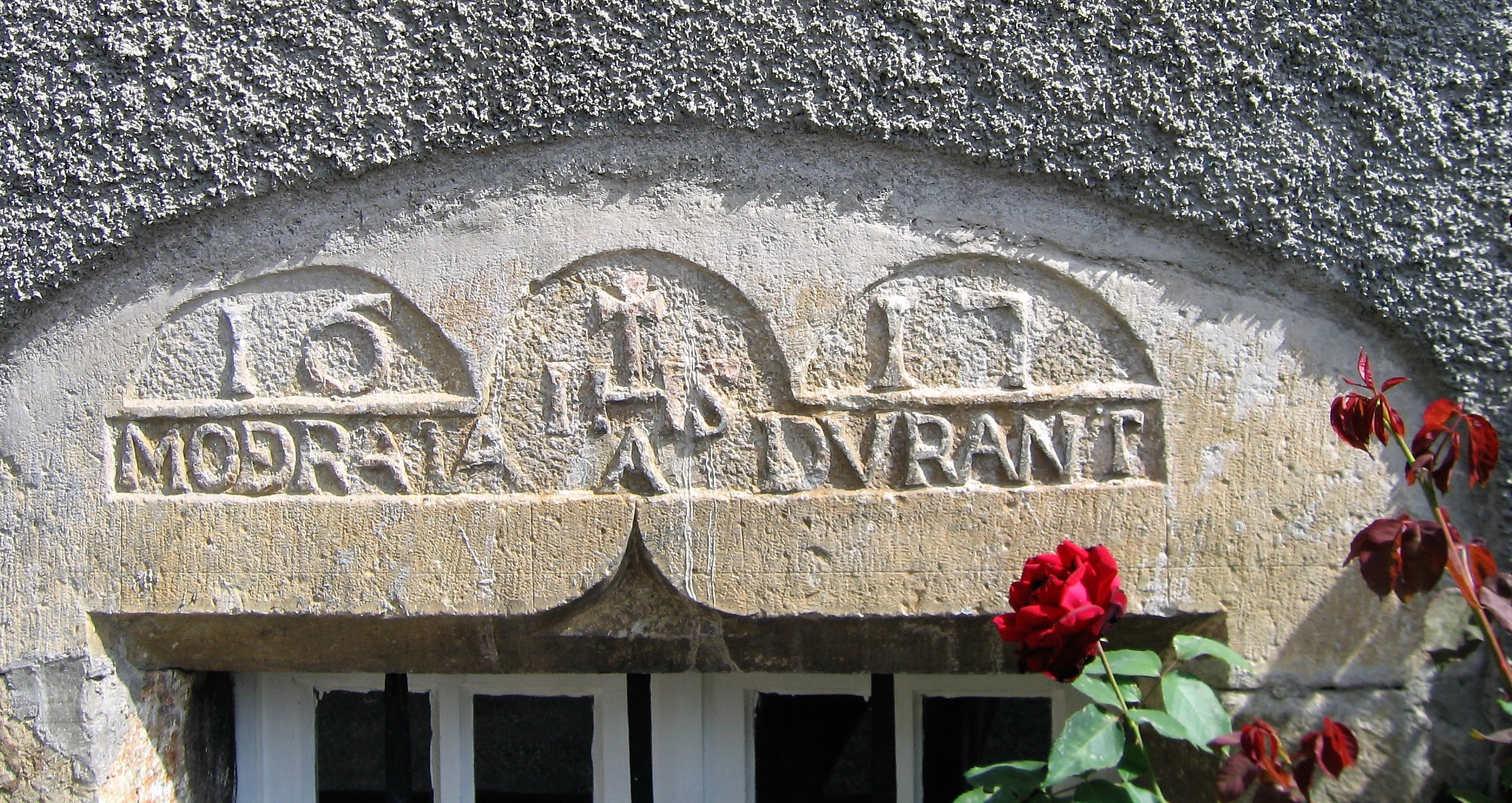
Fenstersturz in Ancizan

## Geographie
Ancizan liegt circa 26 Kilometer südöstlich von Bagnères-de-Bigorre in der historischen Provinz Quatre-Vallées. Das Gemeindegebiet gehört zum Gebiet des Nationalparks Pyrenäen.
Umgeben wird Ancizan von den sieben Nachbargemeinden:
| Campan | Arreau                                      | Barrancoueu |
|        | Kompassrose, die auf Nachbargemeinden zeigt | Cadéac      |
| Aulon  | Guchen                                      | Grézian     |

Ancizan liegt in den Einzugsgebieten der Flüsse Adour und Garonne.
Der Adour, am Oberlauf auch Adour de Payolle genannt, durchquert das nördliche Gebiet der Gemeinde zusammen mit seinen Nebenflüssen, die mit Ausnahme der Gaoube in Ancizan entspringen:
- der Ruisseau d’Artigou und sein Nebenfluss,
  - der Ruisseau de Soubirou,
- der Ruisseau de Camoudiet und seine Nebenflüsse,
  - der Ruisseau d’Aouassole und
  - der Riou Tort,
- der Ruisseau de la Prade und sein Nebenfluss,
  - der Ruisseau du Hour, und
- die Gaoube.

Die Neste, hier auch Neste d’Aure genannt, ist ein Nebenfluss der Garonne und durchquert das östliche Gebiet der Gemeinde zusammen mit Flüssen, die in Ancizan entspringen:
- die Coumette, ein Nebenfluss des Lavedan,
- der Ruisseau d’Erabat, ein Nebenfluss der Neste, und
- der Ruisseau de Hourcoueu, ein Nebenfluss der Neste.[2]

Der höchste Punkt des Gemeindegebiets ist der Gipfel des Arbizon (2.831 m), das Zentrum der Gemeinde liegt auf ungefähr 780 m Höhe am Fuß des Arbizon.

## Geschichte
Am Ende des 13. Jahrhunderts bildete Ancizan mit den Pfarrgemeinden Cadéac, Grézian und Guchen einen Verbund, genannt les Quatre Véziaux (deutsch die vier Nachbarn), der heute von einem Verband geleitet wird. Der gemeinsame Besitz besteht aus einer  2.770 Hektar großen Fläche Sommerweide auf dem Gemeindegebiet von Ancizan. Im Jahre 1553 erhielt Ancizan von Grafen von Armagnac die Erlaubnis, einen Wochenmarkt und einen Jahrmarkt am 25. November abzuhalten. Im Jahre 1596 bestätigte der französische König Heinrich IV. dieses Recht und erlaubte zwei weitere Jahrmärkte am 24. August und am 29. September. Ancizan spielte eine bedeutende Rolle im Tal der Neste aufgrund seiner Kaufleute und Besitzer von Spinnereien, die ein kleines eigenes Viertel zwischen dem 16. und dem 19. Jahrhundert bildeten.
Das Zentrum von Ancizan liegt an der Mündung des Ruisseau d’Erabat. Sein Hochwasser vom 15. August 1953 zerstörte mit dem transportierten Schlamm, Schotter und Baumstämmen viele Häuser und verursachte einen Todesfall.

## Toponymie
Der okzitanische Name der Gemeinde heißt Ancida. Er stammt vom lateinischen Namen Ancicius zusammen mit dem Suffix -anum (= Anwesen des Ancicius). Spitznamen der Gemeinde lauten Eths truca-taulèrs (deutsch die Unruhestifter, deutsch die Pfeiler der Schenke oder deutsch die Kartenspieler) und Eths truca-telèrs (deutsch jene, die die Webstühle bedienen), weil es in Ancizan früher zahlreiche Weber gab.
Toponyme und Erwähnungen von Ancizan waren:
- Pe de Anciza, P. de Ancisa (gegen 1125, Kopialbuch der Grafschaft Bigorre),
- Anciza, Ancizan (1249, Dokumente aus Bonnefont),
- De Ancizano (1387, Kirchenregister des Comminges),
- Ancizan (1750, Karte von Cassini).[4][5]

## Einwohnerentwicklung
Nach Beginn der Aufzeichnungen stieg die Einwohnerzahl bis zur Mitte des 19. Jahrhunderts auf einen Höchststand von rund 1.020. In der Folgezeit sank die Größe der Gemeinde bei kurzen Erholungsphasen bei einem markanten Rückgang nach dem Ersten Weltkrieg bis zu den 1980er Jahren auf rund 230 Einwohner. Mit der Jahrtausendwende erfolgte eine kurze Wachstumsphase, die in der ersten Dekade des 21. Jahrhunderts die Einwohnerzahl auf 325 hob, bis in jüngster Zeit wieder eine Phase der Stagnation einsetzte, die bis heute anhält.
| Jahr      | 1962 | 1968 | 1975 | 1982 | 1990 | 1999 | 2006 | 2011 | 2022 |
| --------- | ---- | ---- | ---- | ---- | ---- | ---- | ---- | ---- | ---- |
| Einwohner | 257  | 271  | 239  | 232  | 233  | 254  | 316  | 298  | 286  |

## Sehenswürdigkeiten und Museen

### Pfarrkirche Saint-Blaise und Saint-Martin

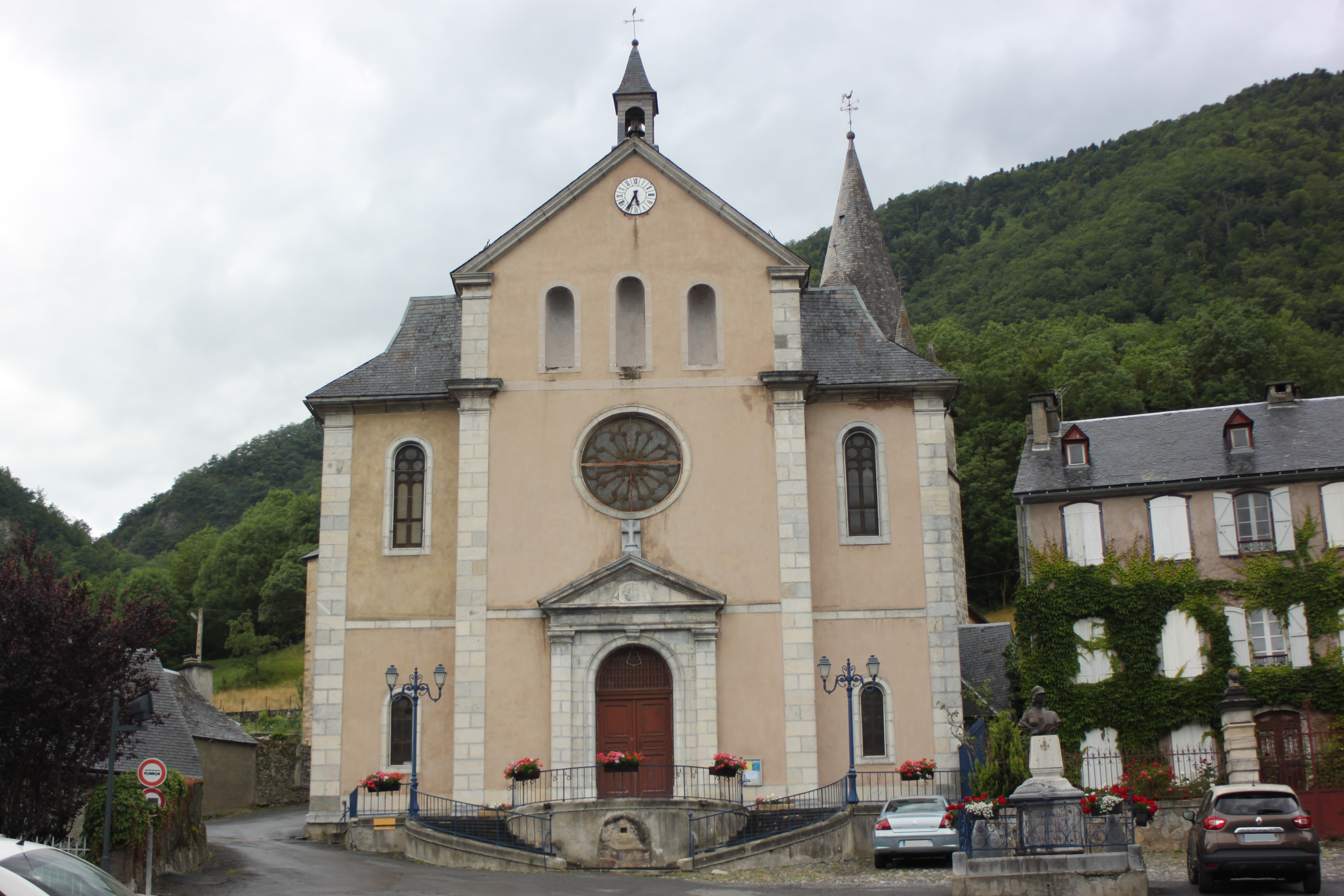
Pfarrkirche Saint-Blaise und Saint-Martin

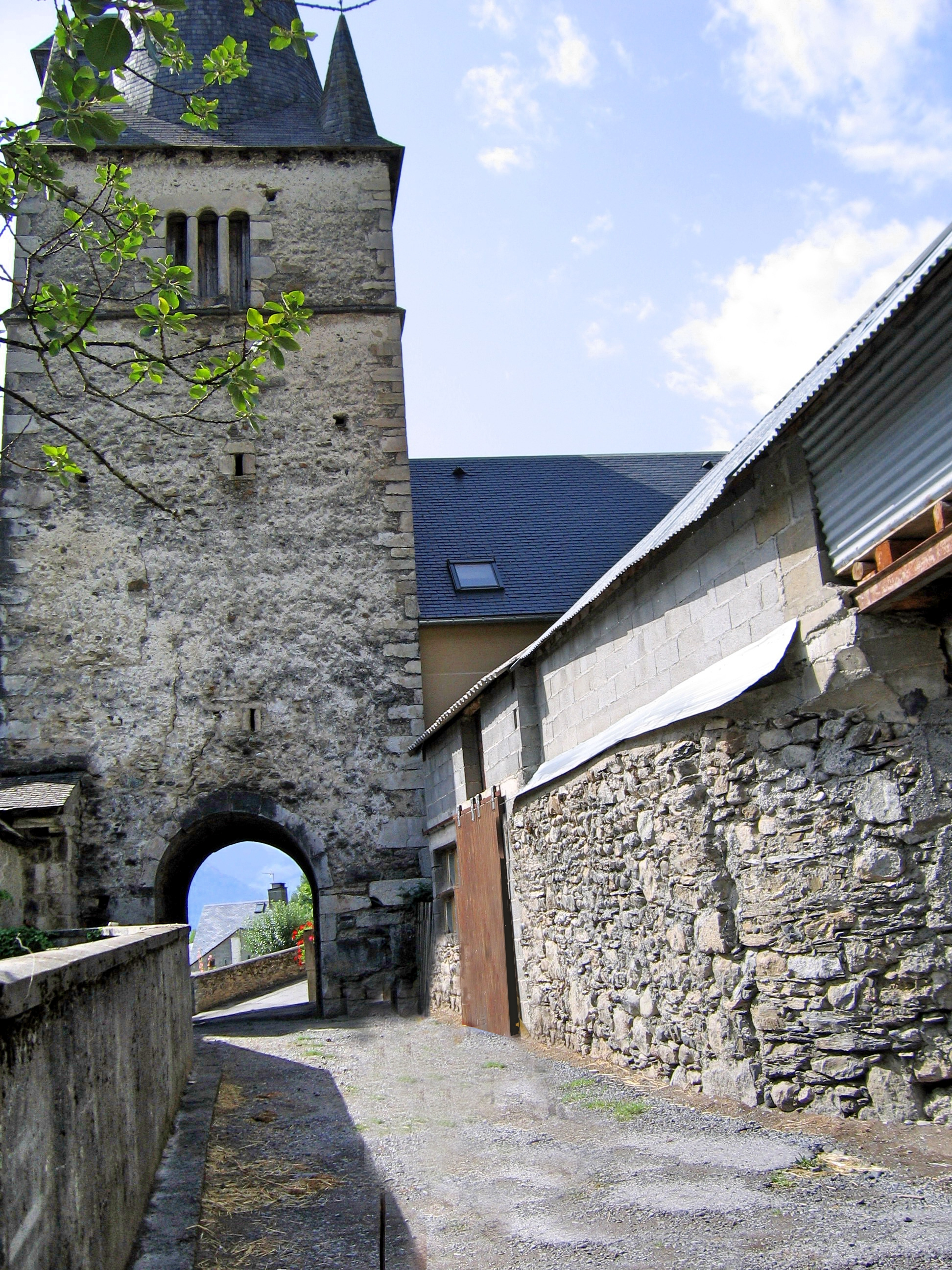
Glockenturm

Sie ist gleichzeitig zwei Heiligen geweiht. Von der früheren Kirche ist nur der Glockenturm aus dem 16. Jahrhundert, ein romanisches Tympanon mit Christusmonogramm und ein Teil eines Sakramentshauses, der außen an der neuen Kirche wiederverwendet wird, vorhanden. Im Januar 1843 beschloss der Gemeinderat, eine neue Kirche zu bauen, die die alte ersetzt, weil diese zu klein geworden war und sich in einem schlechten Zustand befand. Der Architekt Jacques Latour (1812–1868) aus Tarbes wurde mit der Planung beauftragt. Die Arbeiten begannen im Juni 1948 und endeten im Juli 1855.
Bei diesem Neubau wurde die Ostung des früheren Baus umgekehrt, so dass sich der heutige halbrunde Chor im Westen befindet und an den Glockenturm angebaut wurde. Das große einschiffige Langhaus ist für eine Gemeindegröße vorgesehen, die in der Mitte des 19. Jahrhunderts über 1.000 Mitglieder zählte. Die Seitenschiffe besitzen falsche Tonnengewölbe und falsche Kreuzgratgewölbe, der Chor ein falsches Halbkuppelgewölbe und das Hauptschiff eine falsche Pendentifkuppel, die auf vier Marmorsäulen ruht. Die Hauptfassade besitzt ein klassisches Eingangsportal aus Werksteinen, darüber eine Fensterrose. Ein kegelförmiger Helm bedeckt den Glockenturm, an den Ecken zusätzlich mit kleinen polygonalen Helmen verziert.
Zahlreiche Ausstattungsgegenstände der Kirche sind als Monument historique klassifiziert oder eingeschrieben:
- eine Pietà aus Holz aus dem 17. Jahrhundert
- eine Kasel, eine Stola, ein Manipel, ein Kelchvelum und eine Bursa für die Aufbewahrung des Korporales aus dem späten 18. Jahrhundert und der Mitte des 19. Jahrhunderts
- zwei Dalmatiken mit ihren Manipeln aus der Mitte des 19. Jahrhunderts
- eine Kasel, ein Manipel und ein Kelchvelum aus der Mitte des 19. Jahrhunderts
- Bahnen eines Traghimmels aus der Mitte des 19. Jahrhunderts
- ein Gemälde der flämischen Schule aus dem 16. oder 17. Jahrhundert mit der Darstellung der Verkündigung des Herrn
- eine Skulpturengruppe aus bemaltem und vergoldetem Holz vermutlich aus dem frühen 16. Jahrhundert mit den Darstellungen der heiligen Anna und Maria mit dem Jesuskind. Sie stammt ursprünglich aus der früheren und inzwischen abgerissene Kapelle Sainte-Anne.

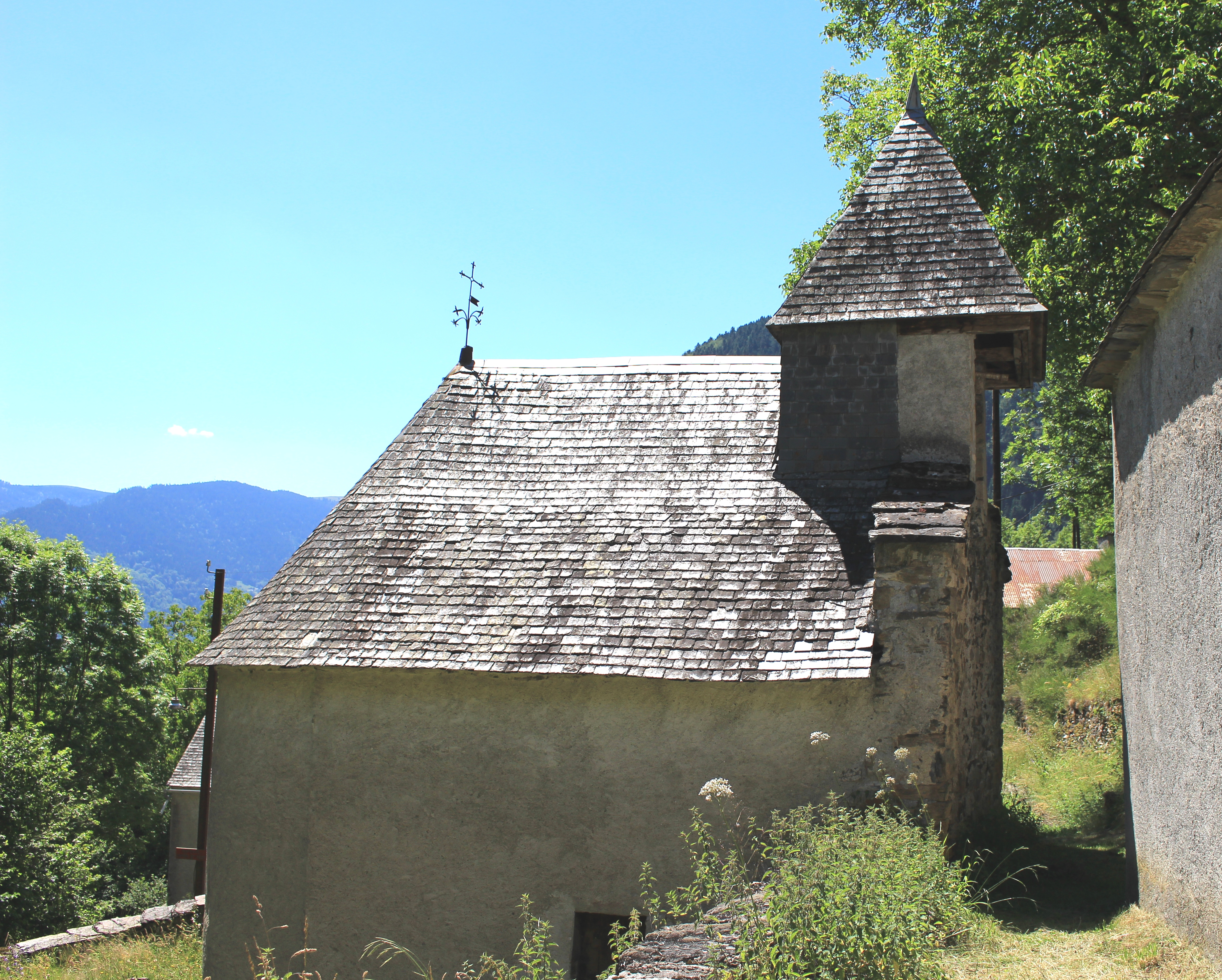
Kapelle Saint-Jean-Baptiste

- eine Skulpturengruppe aus neun Figuren aus bemaltem und vergoldetem Holz mit der Darstellung der Grablegung Christi. Eine Inschrift trägt die Jahreszahl „1544“.[9]

### Kapelle Saint-Jean-Baptiste im Weiler Ousten
Die Kapelle aus dem 12. Jahrhundert besitzt eine halbrunde Apsis, ein einschiffiges Langhaus und ein Eingangsportal auf der Nordseite. An der Apsis ist eine kleine Fensteröffnung in der Längsachse außen in einem Strebepfeiler ausgeschnitten. Der frühere Glockengiebel wurde geändert und zeigt sich heute als Glockenreiter, teilweise mit Schiefer verkleidet und mit einem Pyramidendach gedeckt. An einer Außenmauer ist ein schönes schmiedeeisernes Kreuz zu sehen.

### Kapelle Notre-Dame-du-Puyo
Die ehemalige Kapelle wurde 1689 erstmals erwähnt. Gegen 1870 wurde sie wegen des Baus einer Straße abgerissen. Das heutige Gebäude besitzt ein spitzbogenförmiges Tonnengewölbe. Die Wand an der Straße ist durch ein großes Gittertor geöffnet, das eine Andacht von außen erlaubt. Der Giebel hat eine Nische, darüber die Inschrift „N.D. du Puyo P.P.N.“. Der Innenraum wurde 1986 renoviert.

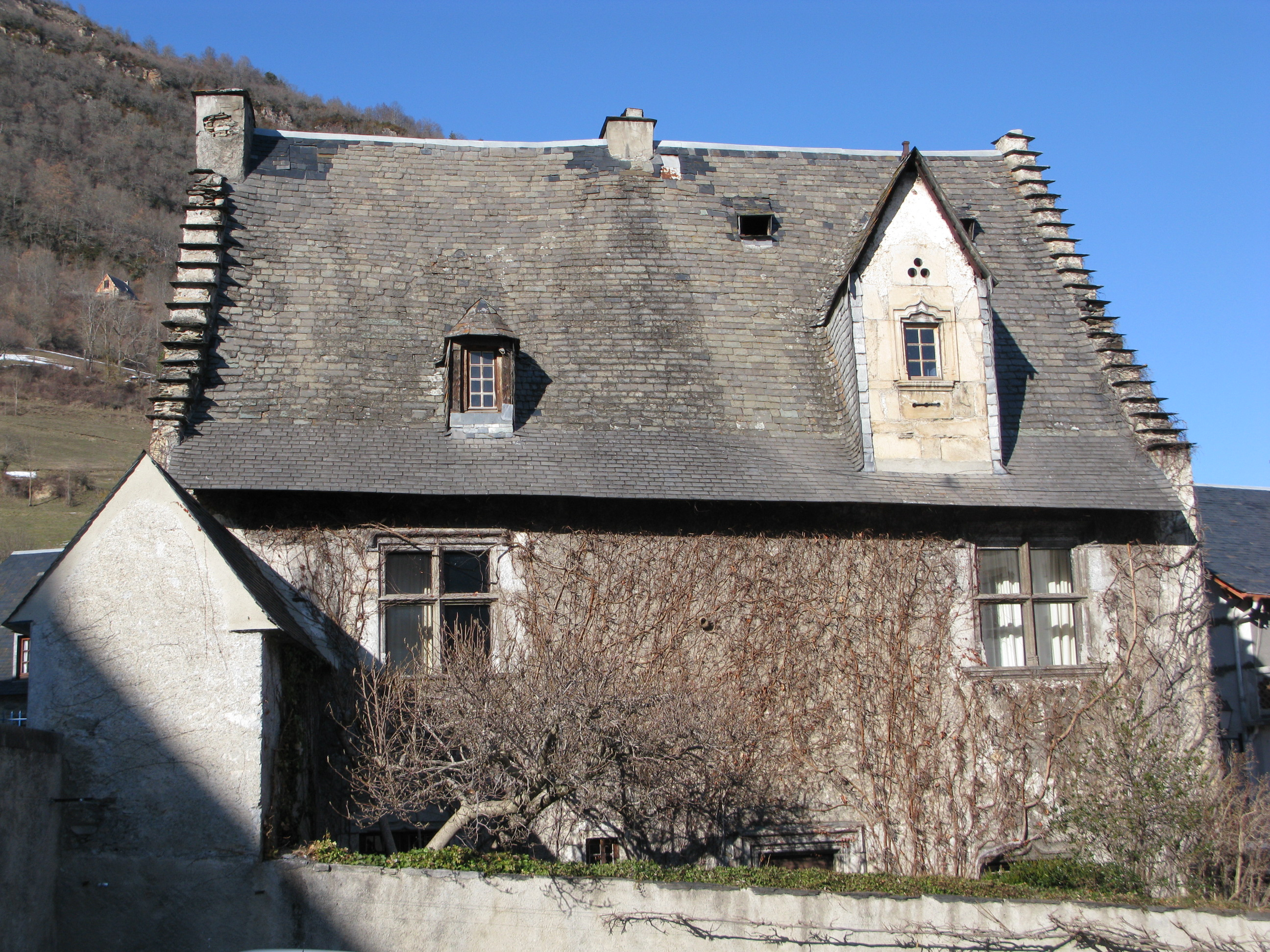
Haus Oustalet

### Haus Oustalet

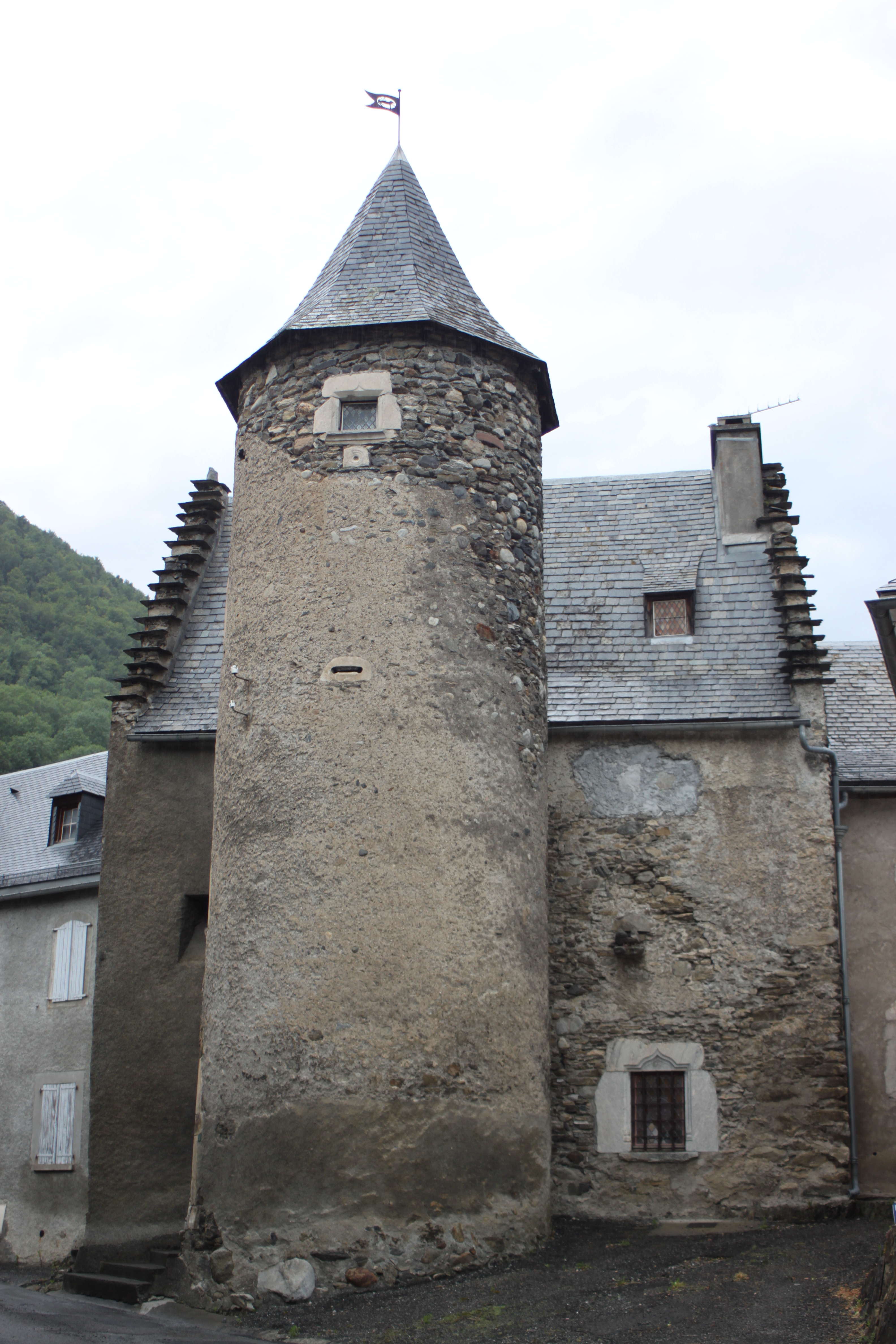
Haus Castet

Das Haus datiert aus dem 16. Jahrhundert. Die Jahreszahl „1525“ auf dem Sturz des kleinen Eingangsportals ist klärungsbedürftig, denn der Sturz ist vielleicht ein Ersatz. Der Name des Hauses geht auf Joseph Oustalet zurück, der es 1831 besaß. Charakteristische Merkmale des Hauses sind sein hohes Dach, seine Staffelgiebel und seine große Dachgaube mit einem Fenster mit geschweiftem Sturz. Die Dachgaube besitzt einen Giebel aus Werksteinen, der durch drei Löcher unterbrochen ist. Auf der ersten Etage ist ein großes Kreuzstockfenster zu sehen. Im Inneren sind zwei Türen und zwei Kamine mit Stabornamentik verschönert. Ein grob gehauener Kopf ziert eine Tür. Die Fassaden, das Dach, die zwei Türen und die zwei Kamine sind seit dem 6. September 1978 als Monument historique eingeschrieben.

### Haus Castet
Jean Autène ließ es im Jahre 1568 errichten, Jean Pene besaß es im Jahre 1831. Der markante Treppenturm mit einem polygonalen Helm, der an das Haupthaus gebaut wurde, hat möglicherweise zu seinem Namen Caste (Schloss) geführt. Der Zugang zum Haus erfolgt über die Tür des Turms, deren Sturz das Datum des Baus und seinen Besitzer angibt: 1568 IHS MA JEAN AUTENA. Die Südfassade des Hauses besitzt auf der ersten Etage ein großes Fenster, dessen Sprossen im Laufe der Jahrhunderte verloren gingen. Es besitzt einen Staffelgiebel, der im Jahre 1934 restauriert wurde, wie eine Inschrift belegt. Das zweistöckige Haus hat ein hohes, stark geneigtes Dach.

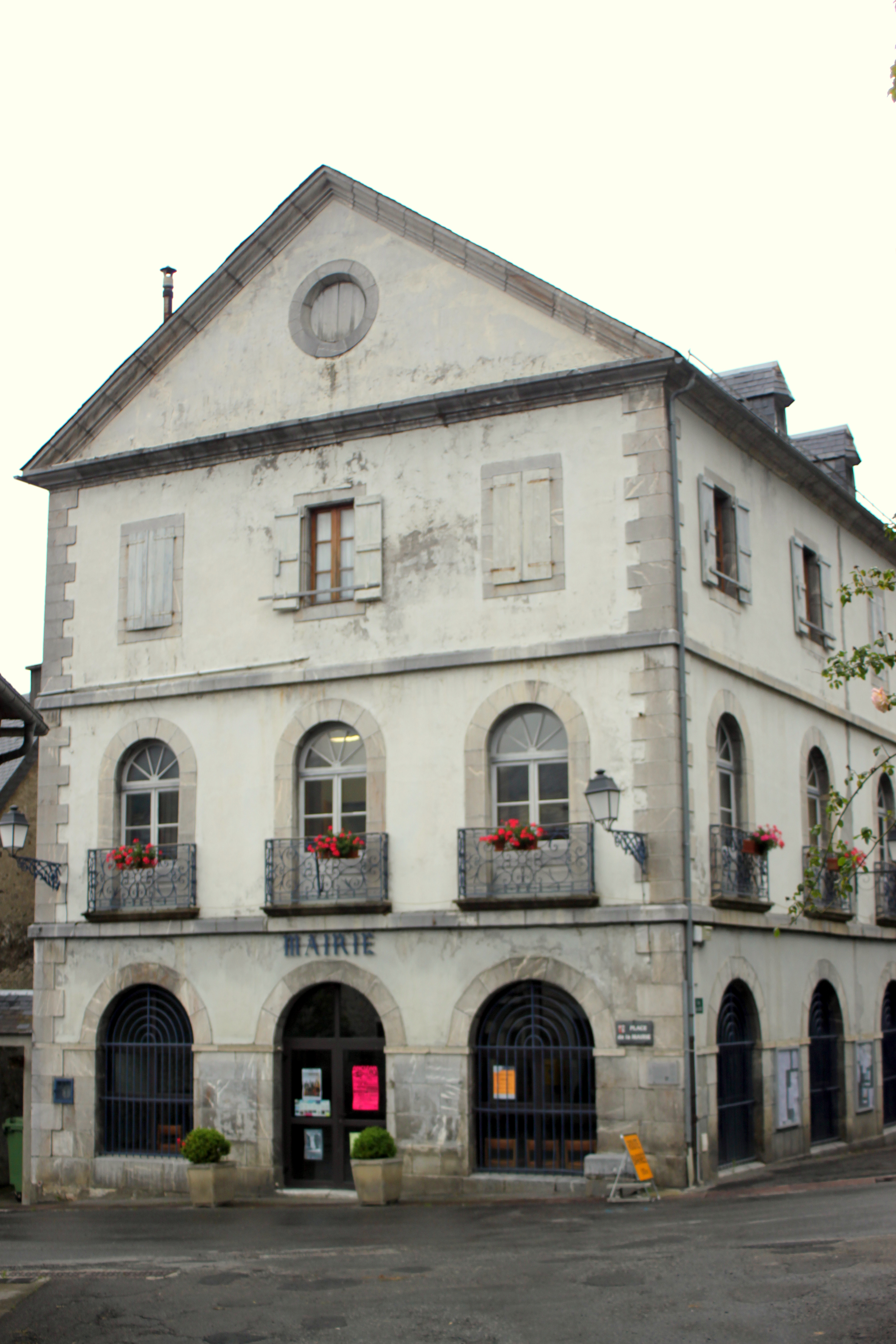
Bürgermeisteramt, Markthalle, Schule

### Bürgermeisteramt, Markthalle, Schule
Im Mai 1838 beschloss der Gemeinderat, das frühere Gebäude mit der Funktion des Bürgermeisteramts (Mairie) und der Markthalle, das veraltet war, durch einen neuen Bau zu ersetzen. Finanzielle Probleme verzögerten zunächst das Projekt, das 1866 wieder aufgenommen wurde, um ein Gebäude mit Bürgermeisteramt, Markthalle und Schule zu errichten. Ein Jahr später wurden das ehemalige Bürgermeisteramt und weitere Gebäude abgerissen, um Platz für den Neubau zu schaffen. Der Bau wurde 1869 vollendet und im Oktober 1870 übergeben.
Das Erdgeschoss dient als Markthalle, die erste Etage birgt Räume für das Bürgermeisteramt und für die Schule, in der zweiten Etage sind Wohnungen für die Lehrer eingerichtet. Das Erdgeschoss besitzt an zwei Gebäudeseiten große Segmentbögen. Die nördliche Hauptfassade hat eine Breite von drei Jochen, die oben mit einem Dreiecksgiebel, der mit einem Okulus versehen ist. Die Übergänge der Stockwerke werden durch Blenden aus Kalkwerksteinen hervorgehoben.

### Cidremuseum und Museum des Auretals
Die Cidrerie von Ancizan zeigt in einem Museum die Herstellung des trockenen Cidres, der hier Poumado genannt wird, da die Benennung „Cidre“ den Produkten aus der Bretagne und der Normandie vorbehalten ist. Filme und alte Werkzeuge erklären die traditionelle und die moderne Erzeugungsmethode.
Gegenüber der Cidrerie lädt das Museum des Auretals, ein Ecomuseum, dazu ein, das frühere Leben im Auretal kennenzulernen. in 16 Szenen werden musikalisch untermalt das Leben und Brauchtum der Vergangenheit vorgestellt.

## Wirtschaft und Infrastruktur

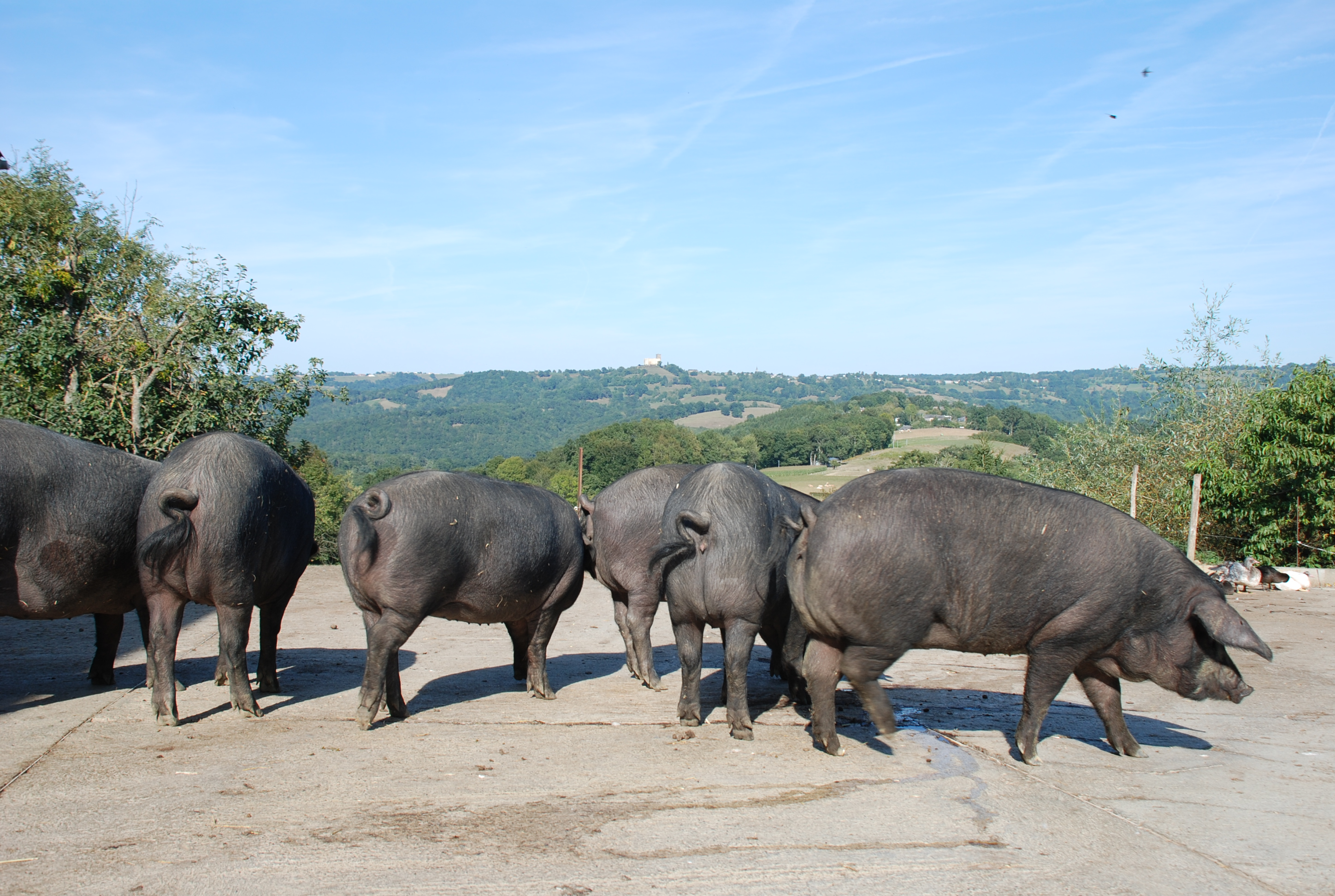
Porcs Noirs de Bigorre

Ancizan liegt in den Zonen AOC der Schweinerasse Porc noir de Bigorre und des Schinkens Jambon noir de Bigorre.

### Bildung
Die Gemeinde verfügt über eine öffentliche Grundschule mit 35 Schülerinnen und Schülern im Schuljahr 2019/2020.

Logo des Jakobswegs

### Sport und Freizeit
Der Fernwanderweg GR 105 von Lortet zum Port d’Ourdissétou führt auch durch das Zentrum von Ancizan. Er ist ein alternativer Weg zu einem Parallelweg der Via Tolosana, einem der vier Jakobswege in Frankreich.

### Verkehr

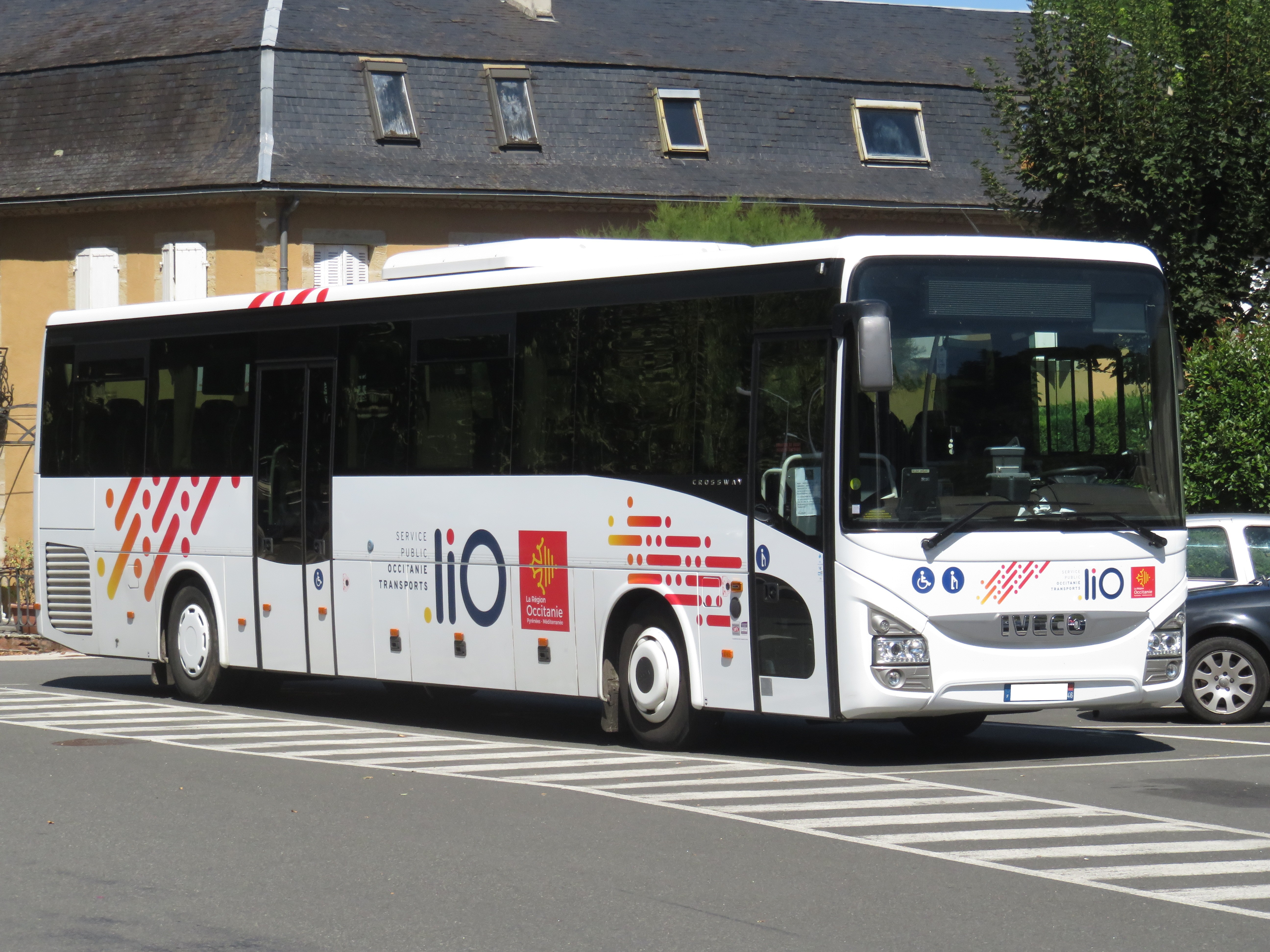
Bus der Lignes intermodales d’Occitanie

Ancizan ist erreichbar über die Routes départementales 30, 113, 918, die ehemalige Route nationale 618, und 929, die ehemalige Route nationale 129.
Außerdem ist die Gemeinde über eine Linie des Busnetzes Lignes intermodales d’Occitanie von Lannemezan nach Saint-Lary-Soulan mit anderen Gemeinden des Départements verbunden.

## Persönlichkeiten
- Brice Gertoux, geboren am 13. Mai 1744 in Ancizan, gestorben am 25. Januar 1812 in Campan, war französischer Politiker. Während der Französischen Revolution war er vom 3. September 1791 bis zum 20. September 1792 Mitglied der Gesetzgebenden Nationalversammlung für das Département Hautes-Pyrénées, vom 4. September 1792 bis zum 26. Oktober 1795 Mitglied des Nationalkonvents und vom 14. Oktober 1795 bis zum 20. Mai 1798 Mitglied des Rats der Fünfhundert.[22]